# Китадайто (село)

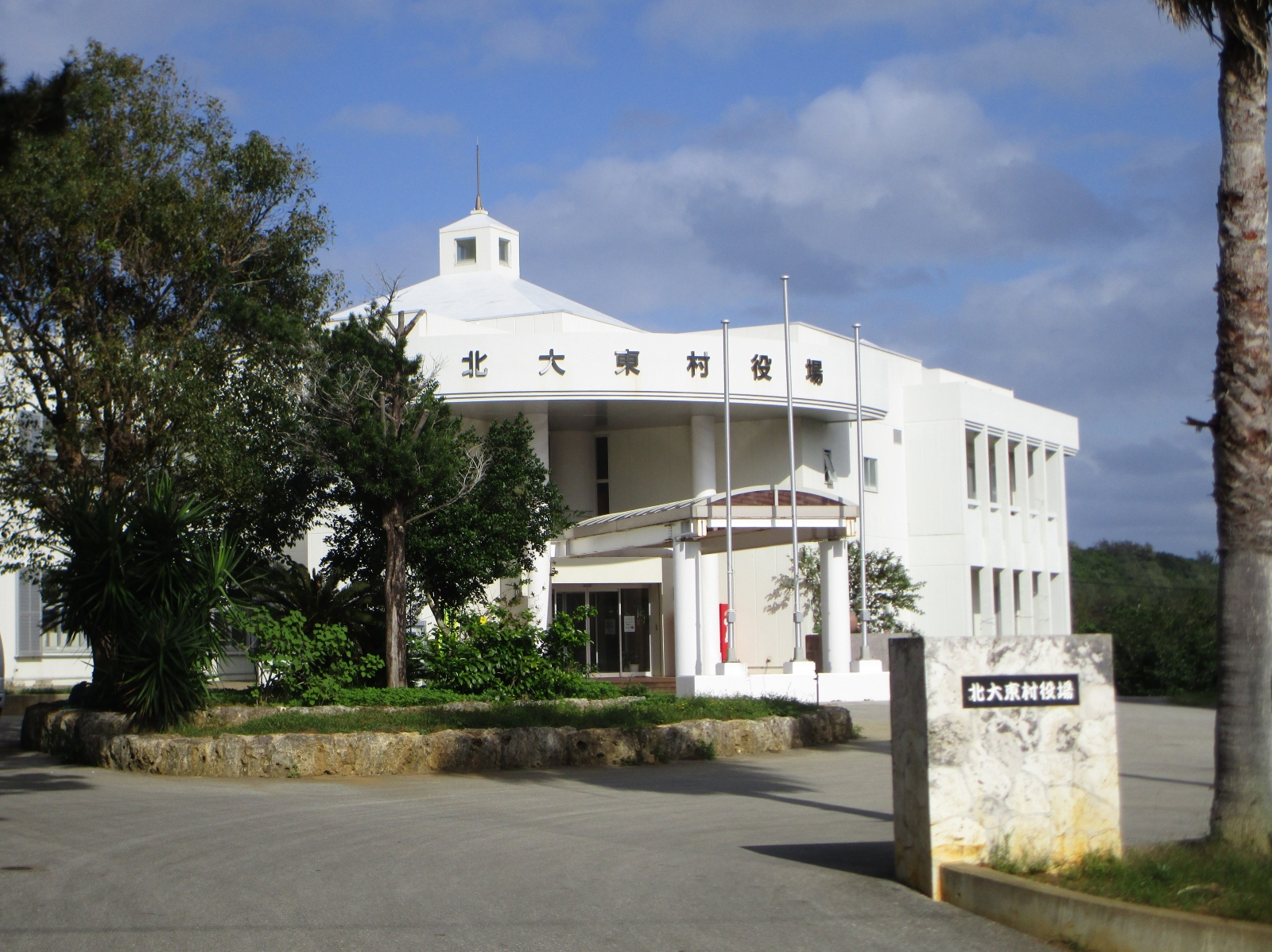
Мэрия села Китадайто

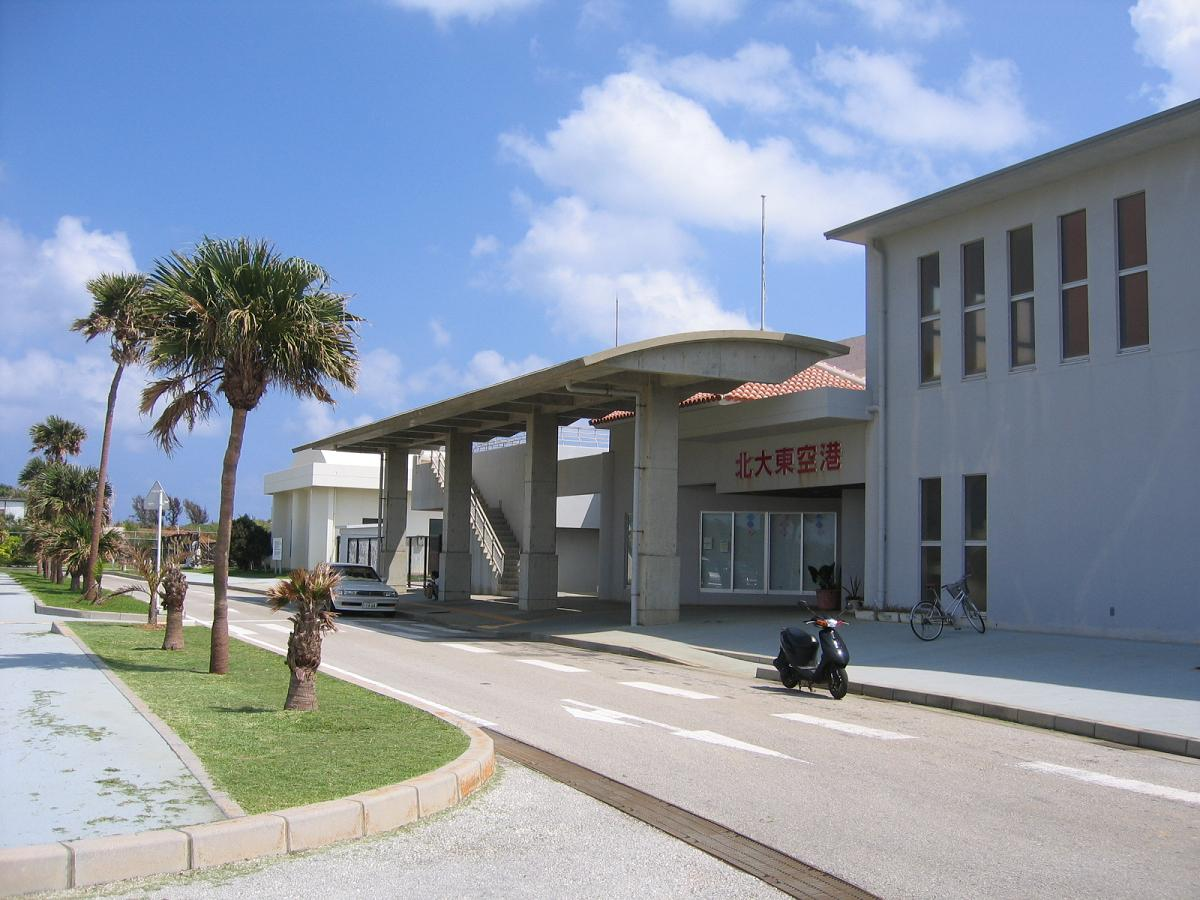
Аэропорт Китадайто

Китадайто (яп. 北大東村 Китадайто:-сон) — село в Японии, находящееся в уезде Симадзири префектуры Окинава. Площадь села составляет 13,10 км², население — 680 человек (1 августа 2014), плотность населения — 51,91 чел./км².

## Географическое положение
Село расположено на острове Северный Бородино в префектуре Окинава региона Кюсю. С ним граничит село Минамидайто.

## Население
Население села составляет 680 человек (1 августа 2014), а плотность — 51,91 чел./км². Изменение численности населения с 1980 по 2005 годы:
| 1980 | 658 чел. |  |
| 1985 | 584 чел. |  |
| 1990 | 519 чел. |  |
| 1995 | 575 чел. |  |
| 2000 | 671 чел. |  |
| 2005 | 588 чел. |  |

## Символика
Цветком села считается Crinum asiaticum.